# Кулундинське озеро

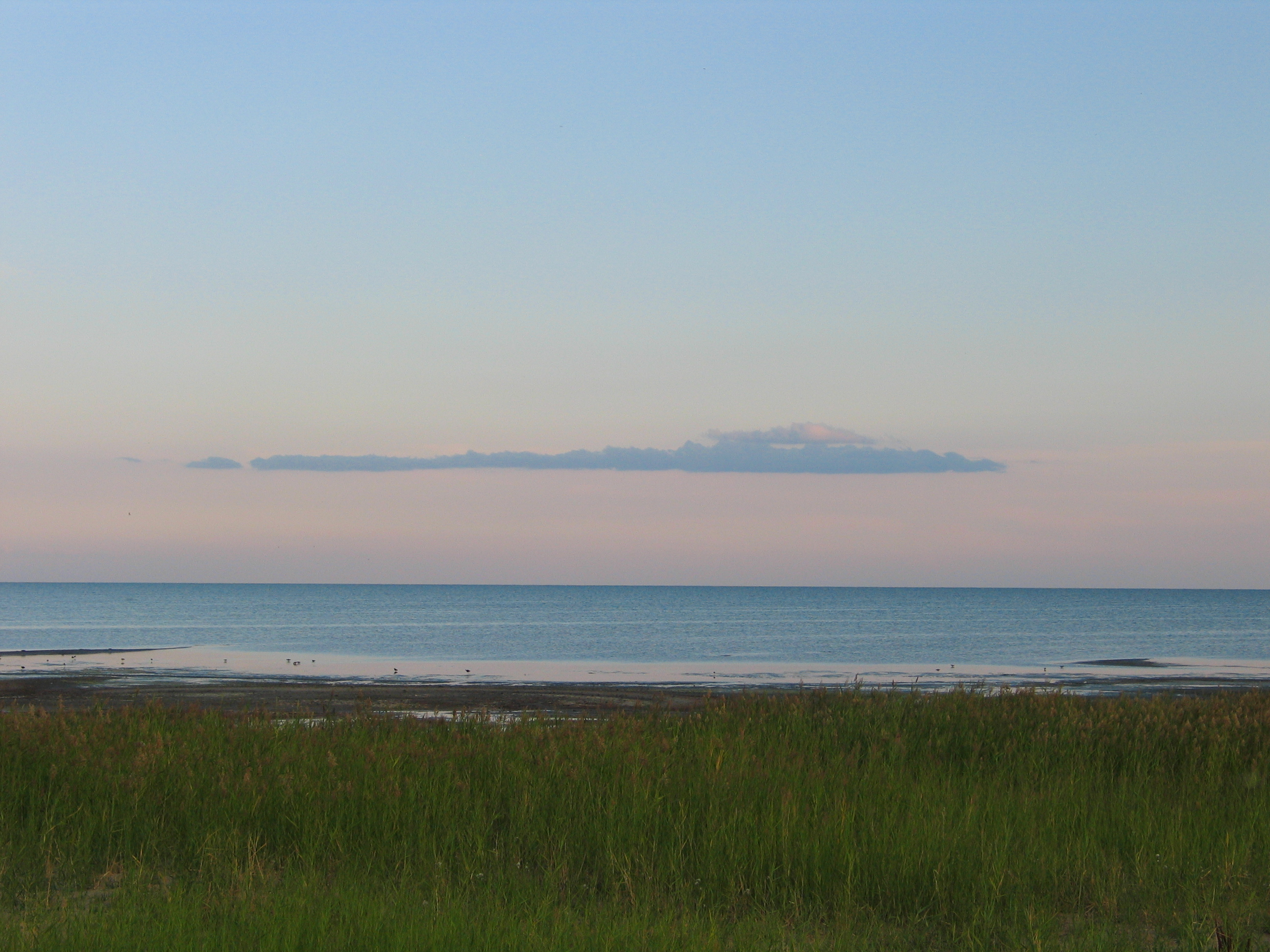
Вид на Кулундинске озеро з півночі

Кулундинське озеро — найбільше з озер Алтайського краю, розташоване в західній частині Кулундинської рівнини, в 64 км на схід від міста Славгорода.

## Опис
Площа акваторії 728 км², діаметр — близько 35 км, висота над рівнем моря — 99 метрів. Озеро неглибоке — в середньому 2,5 — 3 метри, вода слабосолона.
Навколо озера — типовий степовий пейзаж. У східній частині озера багато островів і заток, західна частина — більш рівна, з безліччю піщаних мілин, що мають рекреаційне значення. Живлення снігове. Озеро взимку не замерзає, температура води влітку до +26 °C. 
В озеро впадають річки Кулунда, Суетка. Озеро безстічне і є залишковою водоймою, утвореною при обміління давнього великого озерного басейну. Пов'язано протокою з озером Кучук. Містить запаси мірабіліту.